# Александар С. Јовановић
Александар С. Јовановић (Ниш, 6. децембар 1992) српски је фудбалски голман који тренутно наступа за Партизан.

## Клупска каријера
Јовановић је започео своју професионалну каријеру као члан Рада, где је био од 2009. до 2014. године. Пре дебија за Радов први тим био је на позајмицама у српсколигашима Палилулцу и Палићу. Дебитовао је за Рад у Суперлиги Србије 3. марта 2013, код тренера Марка Николића, на мечу са Црвеном звездом, када је први голман Филип Кљајић добио црвени картон, а Јовановић је ушао као његова замена. У сезони 2013/14. био је резерва Филипу Кљајићу и Браниславу Даниловићу. Јовановић је почео сезону 2014/15. као први избор тренера Милана Милановића, али након неколико утакмица и неких лоших резултата пао је у други план и напустио клуб током зимског прелазног рока.
После кратког ангажмана у Доњем Срему из Пећинаца, у лето 2015. вратио се у Раднички из Ниша како би заменио Милана Борјана који је претходно напустио клуб. Потписао је двогодишњи уговор са клубом у којем је прошао све млађе категорије. После само осам примљених голова на 18 мечева, Партизан је изразио интересовање за њега.
У лето 2016. године Јовановић се преселио у Данску и потписао четворогодишњи уговор са АГФ-ом из Орхуса. Свој званични деби за АГФ имао је у 1. колу такмичарске 2016/17. у Суперлиги Данске када је његов клуб играо са Сондерјуским из Хадерслева. У својој првој сезони у клубу, Јовановић је оборио рекорд по броју минута (423) у данском фудбалском првенству без примљеног гола, који је још 1991. године поставио Тролс Расмусен.
Крајем августа 2018. године потписао је трогодишњи уговор са шпанским прволигашем Уеском. У сезони 2018/19. забележио је 12 наступа за Уеску у шпанској Ла лиги али је клуб заузео претпоследње место на табели и преселио се у нижи ранг такмичења. У наредној 2019/20. сезони Јовановић је, и даље као Уескин играч, ишао на позајмице у АГФ а затим и у Депортиво Коруњу. У септембру 2020. раскинуо је уговор са Уеском.
У септембру 2020. потписао је за Аполон из Лимасола. Са Аполоном је у сезони 2021/22. освојио титулу првака Кипра, прву након 16 година, а поред тога је уврштен у идеални тим шампионата, био је најбољи голман лиге и освојио је признање навијача за МВП-ја сезоне. У јуну 2023. потписао је трогодишњи уговор са београдским Партизаном.

## Репрезентација
За сениорску репрезентацију Србије дебитовао је 15. новембра 2016. у пријатељском мечу против Украјине (0:2) у Харкову.